# Primera División de Bolivia 2009
La Primera División de Bolivia 2009 fue la 59.ª edición de la Primera División de Bolivia de fútbol. El torneo lo organizó la Liga del Fútbol Profesional Boliviano (LFPB). Se inició con el Torneo Apertura 2009, y finalizó con el Torneo Clausura 2009.

## Equipos y Estadios
| Posición | Equipo ascendido de la Copa Simón Bolívar 2008 |
| -------- | ---------------------------------------------- |
| 1º       | Nacional Potosí                                |

| Posición | Equipo descendido de la Temporada 2008 |
| -------- | -------------------------------------- |
| 12º      | Guabirá                                |

El número de equipos para la temporada 2009 sigue siendo 12, el mismo que la temporada anterior.
Guabirá terminó último en la Tabla del Descenso y fue relegado a la Segunda División luego de permanecer por una temporada en Primera División. Fue reemplazado por el campeón de la Copa Simón Bolívar 2008, Nacional Potosí, que debutó en la LFPB.

### Datos de los equipos y estadios
| Equipo            | Fundación               | Ciudad     | Estadio                 | Capacidad |
| ----------------- | ----------------------- | ---------- | ----------------------- | --------- |
| Aurora            | 27 de mayo de 1935      | Cochabamba | Félix Capriles          | 32.000    |
| Blooming          | 1 de mayo de 1946       | Santa Cruz | Ramón Tahuichi Aguilera | 35.000    |
| Bolívar           | 12 de abril de 1925     | La Paz     | Hernando Siles          | 42.000    |
| La Paz FC         | 30 de mayo de 1989      | La Paz     | Hernando Siles          | 42.000    |
| Nacional Potosí   | 8 de abril de 1942      | Potosí     | Víctor Agustín Ugarte   | 30.000    |
| Oriente Petrolero | 5 de noviembre de 1955  | Santa Cruz | Ramón Tahuichi Aguilera | 35.000    |
| Real Mamoré       | 1 de enero de 2006      | Trinidad   | Gran Mamoré             | 15.000    |
| Real Potosí       | 1 de abril de 1986      | Potosí     | Víctor Agustín Ugarte   | 30.000    |
| San José          | 19 de marzo de 1942     | Oruro      | Jesús Bermúdez          | 30.000    |
| The Strongest     | 8 de abril de 1908      | La Paz     | Hernando Siles          | 42.000    |
| Universitario     | 5 de abril de 1961      | Sucre      | Olímpico Patria         | 30.000    |
| Wilstermann       | 24 de noviembre de 1949 | Cochabamba | Félix Capriles          | 32.000    |

## Torneo Apertura
Se disputó desde el 7 de febrero hasta el 6 de julio, bajo el sistema todos contra todos: los doce clubes compitieron en dos vueltas (una como local y la otra de visitante), jugando un total de 22 partidos cada uno. Los clubes fueron clasificados por puntos con los siguientes criterios de desempate (en orden): diferencia de goles, goles anotados y resultados directos entre equipos empatados. De haber dos equipos quedan empatados en puntos en la primera posición, estos hubieran jugado un partido de desempate en un estadio neutral para definir al campeón.

### Tabla de posiciones
|                   | Pos. | Equipos                | Pts. | PJ | PG | PE | PP | GF | GC | Dif. |
| ----------------- | ---- | ---------------------- | ---- | -- | -- | -- | -- | -- | -- | ---- |
|                   | 1º   | Bolívar (C)            | 40   | 22 | 11 | 7  | 4  | 36 | 22 | +14  |
|                   | 2º   | Real Potosí            | 39   | 22 | 11 | 6  | 5  | 45 | 31 | +14  |
| Copa Sudamericana | 3º   | San José               | 35   | 22 | 11 | 2  | 9  | 53 | 35 | +18  |
|                   | 4º   | Oriente Petrolero      | 35   | 22 | 10 | 5  | 7  | 33 | 30 | +3   |
|                   | 5º   | Universitario de Sucre | 34   | 22 | 10 | 4  | 8  | 36 | 27 | +9   |
|                   | 6º   | La Paz FC              | 34   | 22 | 10 | 4  | 8  | 38 | 37 | +1   |
|                   | 7º   | The Strongest          | 32   | 22 | 9  | 5  | 8  | 36 | 35 | +1   |
|                   | 8º   | Nacional Potosí        | 27   | 22 | 7  | 6  | 9  | 35 | 40 | -5   |
|                   | 9º   | Blooming               | 27   | 22 | 7  | 6  | 9  | 23 | 32 | -9   |
|                   | 10º  | Aurora                 | 23   | 22 | 6  | 5  | 9  | 26 | 33 | -7   |
|                   | 11º  | Wilstermann            | 18   | 22 | 3  | 9  | 10 | 22 | 36 | -14  |
|                   | 12º  | Real Mamoré            | 17   | 22 | 4  | 5  | 13 | 25 | 50 | -25  |

|  |                                                                                          |
|  | Campeón del Torneo Apertura y clasificado para la Copa Libertadores 2010 como Bolivia 1. |
|  | Clasificado para la Copa Libertadores 2010 como Bolivia 3.                               |
|  | Clasificado para la Copa Sudamericana 2010 como Bolivia 1.                               |

### Fixture
| Aurora            | 1 - 1 | La Paz FC     | Félix Capriles          | 7 de febrero | 16:00 |
| Nacional Potosí   | 2 - 0 | Blooming      | Víctor Agustín Ugarte   | 8 de febrero | 15:30 |
| Universitario     | 3 - 0 | The Strongest | Olímpico Patria         | 8 de febrero | 15:30 |
| Wilstermann       | 2 - 0 | Real Mamoré   | Félix Capriles          | 8 de febrero | 16:00 |
| Bolívar           | 2 - 1 | San José      | Hernando Siles          | 8 de febrero | 16:00 |
| Oriente Petrolero | 2 - 3 | Real Potosí   | Ramón Tahuichi Aguilera | 8 de febrero | 18:30 |

| The Strongest | 0 - 1 | Nacional Potosí   | Hernando Siles          | 14 de febrero | 16:00 |
| Real Potosí   | 2 - 1 | San José          | Víctor Agustín Ugarte   | 15 de febrero | 15:30 |
| Aurora        | 3 - 0 | Wilstermann       | Félix Capriles          | 15 de febrero | 16:00 |
| Bolívar       | 0 - 1 | Universitario     | Hernando Siles          | 15 de febrero | 16:00 |
| Real Mamoré   | 1 - 1 | Oriente Petrolero | Gran Mamoré             | 15 de febrero | 16:00 |
| Blooming      | 3 - 5 | La Paz FC         | Ramón Tahuichi Aguilera | 15 de febrero | 18:00 |

| Bolívar         | 2 - 3 | Real Potosí       | Hernando Siles        | 28 de febrero | 16:00 |
| Aurora          | 1 - 1 | Oriente Petrolero | Félix Capriles        | 28 de febrero | 16:00 |
| San José        | 4 - 2 | Real Mamoré       | Jesús Bermúdez        | 1 de marzo    | 15:30 |
| Nacional Potosí | 2 - 1 | Universitario     | Víctor Agustín Ugarte | 1 de marzo    | 15:30 |
| La Paz FC       | 0 - 3 | The Strongest     | Hernando Siles        | 1 de marzo    | 16:00 |
| Wilstermann     | 0 - 0 | Blooming          | Félix Capriles        | 1 de marzo    | 16:00 |

| Nacional Potosí | 2 - 2 | Bolívar           | Víctor Agustín Ugarte   | 7 de marzo | 15:30 |
| Universitario   | 1 - 1 | La Paz FC         | Olímpico Patria         | 8 de marzo | 15:30 |
| The Strongest   | 1 - 1 | Wilstermann       | Hernando Siles          | 8 de marzo | 16:00 |
| Aurora          | 4 - 1 | San José          | Félix Capriles          | 8 de marzo | 16:00 |
| Real Mamoré     | 2 - 1 | Real Potosí       | Gran Mamoré             | 8 de marzo | 16:00 |
| Blooming        | 2 - 0 | Oriente Petrolero | Ramón Tahuichi Aguilera | 8 de marzo | 18:30 |

| San José          | 2 - 1 | Blooming        | Jesús Bermúdez          | 15 de marzo | 15:30 |
| Real Potosí       | 2 - 1 | Aurora          | Víctor Agustín Ugarte   | 15 de marzo | 15:30 |
| Wilstermann       | 2 - 2 | Universitario   | Félix Capriles          | 15 de marzo | 16:00 |
| La Paz FC         | 2 - 1 | Nacional Potosí | Hernando Siles          | 15 de marzo | 16:00 |
| Oriente Petrolero | 2 - 1 | The Strongest   | Ramón Tahuichi Aguilera | 15 de marzo | 18:30 |
| Bolívar           | 2 - 0 | Real Mamoré     | Hernando Siles          | 17 de marzo | 20:00 |

| Aurora          | 2 - 0 | Real Mamoré       | Félix Capriles          | 21 de marzo | 16:00 |
| La Paz FC       | 1 - 3 | Bolívar           | Hernando Siles          | 21 de marzo | 16:00 |
| Universitario   | 4 - 1 | Oriente Petrolero | Olímpico Patria         | 22 de marzo | 15:30 |
| Nacional Potosí | 3 - 3 | Wilstermann       | Víctor Agustín Ugarte   | 22 de marzo | 15:30 |
| The Strongest   | 2 - 1 | San José          | Hernando Siles          | 22 de marzo | 16:00 |
| Blooming        | 3 - 1 | Real Potosí       | Ramón Tahuichi Aguilera | 22 de marzo | 18:30 |

| Aurora            | 1 - 1 | Bolívar         | Félix Capriles          | 4 de abril | 16:00 |
| Real Potosí       | 2 - 1 | The Strongest   | Víctor Agustín Ugarte   | 5 de abril | 15:30 |
| San José          | 3 - 0 | Universitario   | Jesús Bermúdez          | 5 de abril | 15:30 |
| Wilstermann       | 1 - 2 | La Paz FC       | Félix Capriles          | 5 de abril | 16:00 |
| Real Mamoré       | 0 - 0 | Blooming        | Gran Mamoré             | 5 de abril | 16:00 |
| Oriente Petrolero | 3 - 0 | Nacional Potosí | Ramón Tahuichi Aguilera | 5 de abril | 18:30 |

| Universitario   | 4 - 2 | Real Potosí       | Olímpico Patria         | 10 de abril | 15:30 |
| The Strongest   | 6 - 0 | Real Mamoré       | Hernando Siles          | 11 de abril | 16:00 |
| Nacional Potosí | 2 - 1 | San José          | Víctor Agustín Ugarte   | 12 de abril | 15:30 |
| La Paz FC       | 1 - 0 | Oriente Petrolero | Hernando Siles          | 12 de abril | 16:00 |
| Wilstermann     | 0 - 2 | Bolívar           | Félix Capriles          | 12 de abril | 16:00 |
| Blooming        | 3 - 2 | Aurora            | Ramón Tahuichi Aguilera | 12 de abril | 18:30 |

| La Paz FC         | 3 - 2 | San José        | Hernando Siles          | 18 de abril | 16:00 |
| Oriente Petrolero | 2 - 1 | Wilstermann     | Ramón Tahuichi Aguilera | 18 de abril | 18:30 |
| Real Potosí       | 1 - 1 | Nacional Potosí | Víctor Agustín Ugarte   | 19 de abril | 15:30 |
| Real Mamoré       | 1 - 1 | Universitario   | Gran Mamoré             | 19 de abril | 16:00 |
| Bolívar           | 0 - 0 | Blooming        | Hernando Siles          | 19 de abril | 16:00 |
| Aurora            | 3 - 1 | The Strongest   | Félix Capriles          | 19 de abril | 16:00 |

| Nacional Potosí   | 2 - 0 | Real Mamoré | Víctor Agustín Ugarte   | 26 de abril | 15:30 |
| Universitario     | 2 - 1 | Aurora      | Olímpico Patria         | 26 de abril | 15:30 |
| Wilstermann       | 0 - 3 | San José    | Félix Capriles          | 26 de abril | 16:00 |
| La Paz FC         | 1 - 1 | Real Potosí | Hernando Siles          | 26 de abril | 16:00 |
| The Strongest     | 3 - 2 | Blooming    | Hernando Siles          | 26 de abril | 18:00 |
| Oriente Petrolero | 2 - 0 | Bolívar     | Ramón Tahuichi Aguilera | 26 de abril | 20:00 |

| Real Potosí | 4 - 0 | Wilstermann       | Víctor Agustín Ugarte   | 2 de mayo | 15:30 |
| San José    | 6 - 1 | Oriente Petrolero | Jesús Bermúdez          | 3 de mayo | 15:30 |
| Bolívar     | 2 - 2 | The Strongest     | Hernando Siles          | 3 de mayo | 16:00 |
| Real Mamoré | 1 - 3 | La Paz FC         | Gran Mamoré             | 3 de mayo | 16:00 |
| Aurora      | 0 - 3 | Nacional Potosí   | Félix Capriles          | 3 de mayo | 16:00 |
| Blooming    | 2 - 1 | Universitario     | Ramón Tahuichi Aguilera | 3 de mayo | 18:30 |

| Real Potosí   | 0 - 0 | Oriente Petrolero | Víctor Agustín Ugarte   | 10 de mayo | 15:30 |
| San José      | 2 - 2 | Bolívar           | Jesús Bermúdez          | 10 de mayo | 15:30 |
| Real Mamoré   | 2 - 1 | Wilstermann       | Gran Mamoré             | 10 de mayo | 16:00 |
| La Paz FC     | 2 - 3 | Aurora            | Hernando Siles          | 10 de mayo | 16:00 |
| The Strongest | 2 - 1 | Universitario     | Hernando Siles          | 10 de mayo | 18:00 |
| Blooming      | 2 - 0 | Nacional Potosí   | Ramón Tahuichi Aguilera | 10 de mayo | 20:00 |

| San José          | 5 - 3 | Real Potosí   | Jesús Bermúdez          | 13 de mayo | 20:00 |
| La Paz FC         | 2 - 0 | Blooming      | Hernando Siles          | 13 de mayo | 20:00 |
| Nacional Potosí   | 3 - 0 | The Strongest | Víctor Agustín Ugarte   | 13 de mayo | 20:00 |
| Universitario     | 2 - 1 | Bolívar       | Olímpico Patria         | 13 de mayo | 20:00 |
| Wilstermann       | 0 - 2 | Aurora        | Félix Capriles          | 14 de mayo | 20:00 |
| Oriente Petrolero | 1 - 0 | Real Mamoré   | Ramón Tahuichi Aguilera | 14 de mayo | 20:00 |

| Universitario | 3 - 1 | Nacional Potosí   | Olímpico Patria         | 17 de mayo | 15:30 |
| Real Potosí   | 2 - 2 | Bolívar           | Víctor Agustín Ugarte   | 17 de mayo | 15:30 |
| Aurora        | 0 - 0 | Oriente Petrolero | Félix Capriles          | 17 de mayo | 16:00 |
| Real Mamoré   | 2 - 3 | San José          | Gran Mamoré             | 17 de mayo | 16:00 |
| The Strongest | 2 - 1 | La Paz FC         | Hernando Siles          | 17 de mayo | 16:00 |
| Blooming      | 1 - 1 | Wilstermann       | Ramón Tahuichi Aguilera | 17 de mayo | 18:30 |

| Bolívar           | 4 - 2 | Nacional Potosí | Hernando Siles          | 23 de mayo | 20:00 |
| Real Potosí       | 4 - 0 | Real Mamoré     | Víctor Agustín Ugarte   | 24 de mayo | 15:30 |
| San José          | 3 - 0 | Aurora          | Jesús Bermúdez          | 24 de mayo | 15:30 |
| Wilstermann       | 1 - 2 | The Strongest   | Félix Capriles          | 24 de mayo | 16:00 |
| La Paz FC         | 2 - 1 | Universitario   | Hernando Siles          | 24 de mayo | 16:00 |
| Oriente Petrolero | 2 - 0 | Blooming        | Ramón Tahuichi Aguilera | 24 de mayo | 18:30 |

| Universitario     | 4 - 0 | Blooming    | Olímpico Patria         | 27 de mayo | 20:00 |
| La Paz FC         | 5 - 1 | Real Mamoré | Hernando Siles          | 27 de mayo | 20:00 |
| The Strongest     | 1 - 2 | Bolívar     | Hernando Siles          | 28 de mayo | 20:00 |
| Wilstermann       | 2 - 1 | Real Potosí | Félix Capriles          | 28 de mayo | 20:00 |
| Nacional Potosí   | 0 - 0 | Aurora      | Víctor Agustín Ugarte   | 28 de mayo | 20:00 |
| Oriente Petrolero | 3 - 1 | San José    | Ramón Tahuichi Aguilera | 28 de mayo | 20:00 |

| Real Potosí       | 3 - 1 | Blooming        | Víctor Agustín Ugarte   | 31 de mayo | 15:30 |
| San José          | 5 - 1 | The Strongest   | Jesús Bermúdez          | 31 de mayo | 15:30 |
| Wilstermann       | 3 - 1 | Nacional Potosí | Félix Capriles          | 31 de mayo | 16:00 |
| Real Mamoré       | 4 - 0 | Aurora          | Gran Mamoré             | 31 de mayo | 16:00 |
| Bolívar           | 1 - 0 | La Paz FC       | Hernando Siles          | 31 de mayo | 16:00 |
| Oriente Petrolero | 2 - 0 | Universitario   | Ramón Tahuichi Aguilera | 31 de mayo | 18:30 |

| Nacional Potosí | 1 - 5 | Oriente Petrolero | Víctor Agustín Ugarte   | 14 de junio | 15:30 |
| Universitario   | 1 - 0 | San José          | Olímpico Patria         | 14 de junio | 15:30 |
| La Paz FC       | 2 - 2 | Wilstermann       | Hernando Siles          | 14 de junio | 16:00 |
| The Strongest   | 0 - 0 | Real Potosí       | Hernando Siles          | 14 de junio | 18:00 |
| Blooming        | 1 - 1 | Real Mamoré       | Ramón Tahuichi Aguilera | 14 de junio | 18:30 |
| Bolívar         | 3 - 0 | Aurora            | Hernando Siles          | 15 de junio | 20:00 |

| San José          | 2 - 2 | Nacional Potosí | Jesús Bermúdez          | 20 de junio | 15:30 |
| Real Potosí       | 2 - 0 | Universitario   | Víctor Agustín Ugarte   | 21 de junio | 15:30 |
| Aurora            | 0 - 1 | Blooming        | Félix Capriles          | 21 de junio | 16:00 |
| Bolívar           | 0 - 0 | Wilstermann     | Hernando Siles          | 21 de junio | 16:00 |
| Real Mamoré       | 1 - 1 | The Strongest   | Gran Mamoré             | 21 de junio | 16:00 |
| Oriente Petrolero | 2 - 1 | La Paz FC       | Ramón Tahuichi Aguilera | 21 de junio | 18:30 |

| Nacional Potosí | 1 - 1 | Real Potosí       | Víctor Agustín Ugarte   | 24 de junio | 20:00 |
| Universitario   | 4 - 1 | Real Mamoré       | Olímpico Patria         | 24 de junio | 20:00 |
| Blooming        | 0 - 2 | Bolívar           | Ramón Tahuichi Aguilera | 24 de junio | 20:00 |
| The Strongest   | 1 - 0 | Aurora            | Hernando Siles          | 25 de junio | 20:00 |
| San José        | 5 - 0 | La Paz FC         | Jesús Bermúdez          | 25 de junio | 20:00 |
| Wilstermann     | 1 - 1 | Oriente Petrolero | Félix Capriles          | 25 de junio | 20:00 |

| Aurora      | 1 - 0 | Universitario     | Félix Capriles          | 28 de junio | 16:00 |
| San José    | 2 - 1 | Wilstermann       | Jesús Bermúdez          | 28 de junio | 16:00 |
| Bolívar     | 1 - 0 | Oriente Petrolero | Hernando Siles          | 28 de junio | 16:00 |
| Real Potosí | 3 - 1 | La Paz FC         | Víctor Agustín Ugarte   | 28 de junio | 16:00 |
| Real Mamoré | 5 - 4 | Nacional Potosí   | Gran Mamoré             | 28 de junio | 16:00 |
| Blooming    | 1 - 1 | The STrongest     | Ramón Tahuichi Aguilera | 28 de junio | 18:30 |

| Aurora          | 1 - 4 | Real Potosí       | Félix Capriles          | 5 de julio | 16:00 |
| Real Mamoré     | 1 - 2 | Bolívar           | Gran Mamoré             | 5 de julio | 16:00 |
| Nacional Potosí | 2 - 2 | La Paz FC         | Víctor Agustín Ugarte   | 5 de julio | 16:00 |
| Universitario   | 2 - 0 | Wilstermann       | Olímpico Patria         | 5 de julio | 16:00 |
| The Strongest   | 5 - 3 | Oriente Petrolero | Hernando Siles          | 5 de julio | 16:00 |
| Blooming        | 1 - 0 | San José          | Ramón Tahuichi Aguilera | 5 de julio | 18:30 |

|                                                                   |
| Campeón Bolívar 16º Título Liguero 22º Título de Primera División |

## Torneo Clausura

### Primera Fase

#### Grupo A
| Pos | Equipo          | Pts | PJ | PG | PE | PP | GF | GC | Dif |
| --- | --------------- | --- | -- | -- | -- | -- | -- | -- | --- |
| 1.  | Bolívar         | 25  | 12 | 7  | 4  | 1  | 25 | 13 | 12  |
| 2.  | Universitario   | 18  | 12 | 5  | 3  | 4  | 11 | 13 | -2  |
| 3.  | Blooming        | 18  | 12 | 5  | 3  | 4  | 16 | 19 | -3  |
| 4.  | San José        | 15  | 12 | 3  | 6  | 3  | 24 | 17 | 7   |
| 5.  | Wilstermann     | 15  | 12 | 4  | 3  | 5  | 14 | 15 | -1  |
| 6.  | Nacional Potosí | 8   | 12 | 2  | 2  | 8  | 10 | 21 | -11 |

Pts = Puntos; PJ = Partidos Jugados; G = Partidos Ganados; E = Partidos Empatados; P = Partidos Perdidos; GF = Goles Anotados; GC = Goles Recibidos; Dif = Diferencia de gol
|  | Clasificados a la Segunda Fase. |

Fixture
| San José    | 4 - 0 | Blooming        | Jesús Bermúdez | 19 de julio | 15:30 |
| Bolívar     | 3 - 2 | Nacional Potosí | Hernando Siles | 19 de julio | 16:00 |
| Wilstermann | 1 - 1 | Universitario   | Félix Capriles | 19 de julio | 16:00 |

| Nacional Potosí | 2 - 1 | San José      | Víctor Agustín Ugarte   | 26 de julio | 15:30 |
| Bolívar         | 1 - 1 | Wilstermann   | Hernando Siles          | 26 de julio | 16:00 |
| Blooming        | 4 - 0 | Universitario | Ramón Tahuichi Aguilera | 26 de julio | 18:30 |

| San José      | 2 - 2 | Bolívar         | Jesús Bermúdez  | 29 de julio | 20:00 |
| Wilstermann   | 0 - 1 | Blooming        | Félix Capriles  | 29 de julio | 20:00 |
| Universitario | 1 - 0 | Nacional Potosí | Olímpico Patria | 30 de julio | 20:00 |

| La Paz FC       | 1 - 5 | San José          | Hernando Siles          | 1 de agosto | 20:00 |
| Nacional Potosí | 0 - 2 | Real Potosí       | Víctor Agustín Ugarte   | 2 de agosto | 15:30 |
| Universitario   | 1 - 0 | Real Mamoré       | Olímpico Patria         | 2 de agosto | 15:30 |
| Wilstermann     | 2 - 1 | Aurora            | Félix Capriles          | 2 de agosto | 16:00 |
| The Strongest   | 1 - 2 | Bolívar           | Hernando Siles          | 2 de agosto | 16:00 |
| Blooming        | 1 - 1 | Oriente Petrolero | Ramón Tahuichi Aguilera | 2 de agosto | 18:00 |

| Bolívar         | 2 - 1 | Universitario | Hernando Siles        | 6 de agosto | 20:00 |
| Nacional Potosí | 2 - 0 | Blooming      | Víctor Agustín Ugarte | 8 de agosto | 20:00 |
| San José        | 2 - 2 | Wilstermann   | Jesús Bermúdez        | 9 de agosto | 20:00 |

| Wilstermann   | 2 - 0 | Nacional Potosí | Félix Capriles          | 13 de agosto | 20:00 |
| Universitario | 1 - 3 | San José        | Olímpico Patria         | 13 de agosto | 20:00 |
| Blooming      | 2 - 1 | Bolívar         | Ramón Tahuichi Aguilera | 19 de agosto | 20:00 |

| Nacional Potosí | 0 - 3 | Bolívar     | Víctor Agustín Ugarte   | 16 de agosto | 15:30 |
| Universitario   | 2 - 1 | Wilstermann | Olímpico Patria         | 16 de agosto | 15:30 |
| Blooming        | 1 - 1 | San José    | Ramón Tahuichi Aguilera | 16 de agosto | 18:00 |

| Real Potosí       | 4 - 1 | Nacional Potosí | Víctor Agustín Ugarte   | 23 de agosto | 15:30 |
| San José          | 2 - 2 | La Paz FC       | Jesús Bermúdez          | 23 de agosto | 15:30 |
| Aurora            | 2 - 1 | Wilstermann     | Félix Capriles          | 23 de agosto | 16:00 |
| Real Mamoré       | 1 - 0 | Universitario   | Gran Mamoré             | 23 de agosto | 16:00 |
| Bolívar           | 3 - 1 | The Strongest   | Hernando Siles          | 23 de agosto | 16:00 |
| Oriente Petrolero | 2 - 2 | Blooming        | Ramón Tahuichi Aguilera | 23 de agosto | 18:00 |

| San José      | 1 - 1 | Nacional Potosí | Jesús Bermúdez  | 26 de agosto    | 20:00 |
| Wilstermann   | 0 - 2 | Bolívar         | Félix Capriles  | 27 de agosto    | 20:00 |
| Universitario | 2 - 0 | Blooming        | Olímpico Patria | 3 de septiembre | 20:00 |

| Nacional Potosí | 0 - 0 | Universitario | Víctor Agustín Ugarte   | 29 de agosto | 15:30 |
| Bolívar         | 2 - 2 | San José      | Hernando Siles          | 30 de agosto | 15:30 |
| Blooming        | 2 - 1 | Wilstermann   | Ramón Tahuichi Aguilera | 30 de agosto | 18:00 |

| Universitario | 0 - 0 | Bolívar         | Olímpico Patria         | 13 de septiembre | 15:30 |
| Wilstermann   | 1 - 0 | San José        | Félix Capriles          | 13 de septiembre | 18:00 |
| Blooming      | 2 - 1 | Nacional Potosí | Ramón Tahuichi Aguilera | 13 de septiembre | 18:00 |

| Bolívar         | 4 - 1 | Blooming      | Hernando Siles        | 16 de septiembre | 20:00 |
| San José        | 1 - 2 | Universitario | Jesús Bermúdez        | 16 de septiembre | 20:00 |
| Nacional Potosí | 1 - 2 | Wilstermann   | Víctor Agustín Ugarte | 17 de septiembre | 20:00 |

#### Grupo B
| Pos | Equipo            | Pts | PJ | PG | PE | PP | GF | GC | Dif |
| --- | ----------------- | --- | -- | -- | -- | -- | -- | -- | --- |
| 1.  | Real Potosí       | 22  | 12 | 7  | 1  | 4  | 23 | 14 | 9   |
| 2.  | The Strongest     | 21  | 12 | 6  | 3  | 3  | 19 | 15 | 4   |
| 3.  | Oriente Petrolero | 19  | 12 | 5  | 4  | 3  | 12 | 12 | 0   |
| 4.  | Real Mamoré       | 16  | 12 | 5  | 1  | 6  | 16 | 18 | -2  |
| 5.  | Aurora            | 11  | 12 | 3  | 2  | 7  | 8  | 14 | -6  |
| 6.  | La Paz FC         | 10  | 12 | 2  | 4  | 6  | 18 | 25 | -7  |

Pts = Puntos; PJ = Partidos Jugados; G = Partidos Ganados; E = Partidos Empatados; P = Partidos Perdidos; GF = Goles Anotados; GC = Goles Recibidos; Dif = Diferencia de gol
|  | Clasificados a la Segunda Fase. |

Fixture
| The Strongest     | 1 - 1 | Real Potosí | Hernando Siles          | 18 de julio | 20:00 |
| La Paz FC         | 1 - 0 | Aurora      | Hernando Siles          | 19 de julio | 18:00 |
| Oriente Petrolero | 1 - 0 | Real Mamoré | Ramón Tahuichi Aguilera | 5 de agosto | 20:00 |

| Aurora      | 0 - 0 | Oriente Petrolero | Félix Capriles | 25 de julio | 16:00 |
| La Paz FC   | 2 - 3 | Real Potosí       | Hernando Siles | 26 de julio | 16:00 |
| Real Mamoré | 2 - 2 | The Strongest     | Gran Mamoré    | 26 de julio | 16:00 |

| Real Potosí       | 2 - 0 | Real Mamoré | Víctor Agustín Ugarte   | 30 de julio | 20:00 |
| The Strongest     | 1 - 0 | Aurora      | Hernando Siles          | 30 de julio | 20:00 |
| Oriente Petrolero | 0 - 0 | La Paz FC   | Ramón Tahuichi Aguilera | 30 de julio | 20:00 |

| La Paz FC       | 1 - 5 | San José          | Hernando Siles          | 1 de agosto | 20:00 |
| Nacional Potosí | 0 - 2 | Real Potosí       | Víctor Agustín Ugarte   | 2 de agosto | 15:30 |
| Universitario   | 1 - 0 | Real Mamoré       | Olímpico Patria         | 2 de agosto | 15:30 |
| Wilstermann     | 2 - 1 | Aurora            | Félix Capriles          | 2 de agosto | 16:00 |
| The Strongest   | 1 - 2 | Bolívar           | Hernando Siles          | 2 de agosto | 16:00 |
| Blooming        | 1 - 1 | Oriente Petrolero | Ramón Tahuichi Aguilera | 2 de agosto | 18:00 |

| Aurora            | 3 - 0 | Real Mamoré   | Félix Capriles          | 8 de agosto | 16:00 |
| La Paz FC         | 2 - 2 | The Strongest | Hernando Siles          | 9 de agosto | 16:00 |
| Oriente Petrolero | 1 - 0 | Real Potosí   | Ramón Tahuichi Aguilera | 9 de agosto | 18:00 |

| Real Potosí   | 2 - 0 | Aurora            | Víctor Agustín Ugarte | 12 de agosto    | 15:30 |
| The Strongest | 2 - 0 | Oriente Petrolero | Hernando Siles        | 12 de agosto    | 16:00 |
| Real Mamoré   | 0 - 0 | La Paz FC         | Gran Mamoré           | 2 de septiembre | 20:00 |

| Real Potosí | 1 - 3 | The Strongest     | Víctor Agustín Ugarte | 15 de agosto | 15:30 |
| Aurora      | 1 - 1 | La Paz FC         | Félix Capriles        | 16 de agosto | 16:00 |
| Real Mamoré | 1 - 4 | Oriente Petrolero | Gran Mamoré           | 16 de agosto | 16:00 |

| Real Potosí       | 4 - 1 | Nacional Potosí | Víctor Agustín Ugarte   | 23 de agosto | 15:30 |
| San José          | 2 - 2 | La Paz FC       | Jesús Bermúdez          | 23 de agosto | 15:30 |
| Aurora            | 2 - 1 | Wilstermann     | Félix Capriles          | 23 de agosto | 16:00 |
| Real Mamoré       | 1 - 0 | Universitario   | Gran Mamoré             | 23 de agosto | 16:00 |
| Bolívar           | 3 - 1 | The Strongest   | Hernando Siles          | 23 de agosto | 16:00 |
| Oriente Petrolero | 2 - 2 | Blooming        | Ramón Tahuichi Aguilera | 23 de agosto | 18:00 |

| Real Potosí       | 4 - 2 | La Paz FC   | Víctor Agustín Ugarte   | 26 de agosto | 20:00 |
| The Strongest     | 2 - 1 | Real Mamoré | Hernando Siles          | 26 de agosto | 20:00 |
| Oriente Petrolero | 2 - 0 | Aurora      | Ramón Tahuichi Aguilera | 26 de agosto | 20:00 |

| La Paz FC   | 3 - 0 | Oriente Petrolero | Hernando Siles | 30 de agosto | 16:00 |
| Aurora      | 0 - 1 | The Strongest     | Félix Capriles | 30 de agosto | 16:00 |
| Real Mamoré | 3 - 1 | Real Potosí       | Gran Mamoré    | 30 de agosto | 16:00 |

| Real Potosí   | 3 - 0 | Oriente Petrolero | Víctor Agustín Ugarte | 13 de septiembre | 15:30 |
| The Strongest | 3 - 2 | La Paz FC         | Hernando Siles        | 13 de septiembre | 16:00 |
| Real Mamoré   | 3 - 0 | Aurora            | Gran Mamoré           | 13 de septiembre | 16:00 |

| Aurora            | 1 - 0 | Real Potosí   | Félix Capriles          | 16 de septiembre | 20:00 |
| Oriente Petrolero | 1 - 0 | The Strongest | Ramón Tahuichi Aguilera | 16 de septiembre | 20:00 |
| La Paz FC         | 2 - 3 | Real Mamoré   | Hernando Siles          | 17 de septiembre | 20:00 |

### Segunda Fase
En esta ronda los cruces son: primeros de cada grupo con terceros y segundos contra segundos respectivamente, donde la clasificación solo se da por puntos y diferencia de goles, donde los 4 mejores posicionados en esa tabla clasifican a la fase final.
| 20 de septiembre de 2009 | Bolívar                  | 1:1 (0:0) | Oriente Petrolero | Estadio Hernando Siles, La Paz                                     |                                                                    |
|                          | William Ferreira 90' (p) |           | 84' Alcides Peña  | Asistencia: 11.722 aprox. espectadores Árbitro(s): Óscar Maldonado | Asistencia: 11.722 aprox. espectadores Árbitro(s): Óscar Maldonado |

| 23 de septiembre de 2009 | Oriente Petrolero | 0:0 | Bolívar | Estadio Tahuichi Aguilera, Santa Cruz                       |  |
|                          |                   |     |         | Asistencia: 23.000 espectadores Árbitro(s): Óscar Maldonado |  |

| 20 de septiembre de 2009 | Real Potosí | 0:0 | Blooming | Estadio Víctor Agustín Ugarte, Potosí                            |  |
|                          |             |     |          | Asistencia: 8.000 aprox. espectadores Árbitro(s): Marcelo Ortubé |  |

| 24 de septiembre de 2009 | Blooming          | 1:0 (1:0) | Real Potosí | Estadio Tahuichi Aguilera, Santa Cruz                      |                                                            |
|                          | Damián Akerman 7' |           |             | Asistencia: 15.000 espectadores Árbitro(s): Marcelo Ortubé | Asistencia: 15.000 espectadores Árbitro(s): Marcelo Ortubé |

| 20 de septiembre de 2009 | Universitario               | 2:2 (0:2) | The Strongest                            | Estadio Olímpico Patria, Sucre                                 |                                                                |
|                          | Luis Hernán Sillero 67' 83' |           | 8' Limberg Gutiérrez · 39' Pablo Vázquez | Asistencia: 21.000 aprox. espectadores Árbitro(s): Iván Gamboa | Asistencia: 21.000 aprox. espectadores Árbitro(s): Iván Gamboa |

| 24 de septiembre de 2009 | The Strongest                              | 2:1 (1:0) | Universitario     | Estadio Hernando Siles, La Paz                                 |                                                                |
|                          | Thiago Leitao 3' · Alejandro Chumacero 46' |           | 55' Marcelo Gomes | Asistencia: 16.000 aprox. espectadores Árbitro(s): Iván Gamboa | Asistencia: 16.000 aprox. espectadores Árbitro(s): Iván Gamboa |

#### Tabla de posiciones
| Pos | Equipo            | Pts | GF | GC | Dif |
| --- | ----------------- | --- | -- | -- | --- |
| 1.  | The Strongest     | 4   | 4  | 3  | 1   |
| 2.  | Blooming          | 4   | 1  | 0  | 1   |
| 3.  | Oriente Petrolero | 2   | 1  | 1  | 0   |
| 4.  | Bolívar           | 2   | 1  | 1  | 0   |
| 5.  | Universitario     | 1   | 3  | 4  | -1  |
| 6.  | Real Potosí       | 1   | 0  | 1  | -1  |

Pts = Puntos; GF = Goles Anotados; GC = Goles Recibidos; Dif = Diferencia de gol
|  | Clasificados a la Fase Final. |

### Fase Final
Los 4 primeros clasificados se enfrentaron el primero contra el cuarto y el segundo contra el tercero.
|  | Semifinales          | Semifinales          | Semifinales          |   |             | Final               | Final               | Final               | Final               |  |
|  | Del 19-oct al 23-oct | Del 19-oct al 23-oct | Del 19-oct al 23-oct |   |             | Del 26-oct al 3-nov | Del 26-oct al 3-nov | Del 26-oct al 3-nov | Del 26-oct al 3-nov |  |
|  |                      |                      |                      |   |             |                     |                     |                     |                     |  |
|  |                      |                      |                      |   |             |                     |                     |                     |                     |  |
|  | The Strongest (L)    | 1                    | 1                    |   |             |                     |                     |                     |                     |  |
|  | The Strongest (L)    | 1                    | 1                    |   |             |                     |                     |                     |                     |  |
|  | Bolívar              | 2                    | 2                    |   |             |                     |                     |                     |                     |  |
|  | Bolívar              | 2                    | 2                    |   | Bolívar (L) | 0                   | 1                   |                     |                     |  |
|  |                      |                      |                      |   | Bolívar (L) | 0                   | 1                   |                     |                     |  |
|  |                      |                      | Blooming             | 1 | 1           |                     |                     |                     |                     |  |
|  | Blooming (v.) (L)    | 2                    | Blooming             | 1 | 1           | 1                   |                     |                     |                     |  |
|  | Blooming (v.) (L)    | 2                    |                      |   |             | 1                   |                     |                     |                     |  |
|  | Oriente Petrolero    | 3                    | 0                    |   |             |                     |                     |                     |                     |  |
|  | Oriente Petrolero    | 3                    | 0                    |   |             |                     |                     |                     |                     |  |
|  |                      |                      |                      |   |             |                     |                     |                     |                     |  |

(L): En cada llave, el equipo ubicado en la primera línea es el que ejerce la localía en el partido de ida.
(v.): Blooming clasifica por la regla del gol de visitante

#### Semifinales
| 27 de septiembre de 2009 | The Strongest     | 1:2 (0:2) | Bolívar                                         | Estadio Hernando Siles, La Paz |                         |
|                          | Pablo Vázquez 70' |           | 27' William Ferreira · 35' (p) William Ferreira | Árbitro(s): Raúl Orozco        | Árbitro(s): Raúl Orozco |

| 30 de septiembre de 2009 | Bolívar                                     | 2:1 (0:0) | The Strongest      | Estadio Hernando Siles, La Paz |                         |
|                          | Anderson Gonzaga 60' · Charles Da Silva 84' |           | 57' Carlos Saucedo | Árbitro(s): Iván Gamboa        | Árbitro(s): Iván Gamboa |

| 27 de septiembre de 2009 | Oriente Petrolero                                            | 3:2 (1:1) | Blooming                              | Estadio Tahuichi Aguilera, Santa Cruz                   |                                                         |
|                          | Luis Javier Méndez 19' · Alcides Peña 59' · Alcides Peña 81' |           | 33' Damián Akerman · 76' Roger Suárez | Asistencia: 38.000 espectadores Árbitro(s): José Jordán | Asistencia: 38.000 espectadores Árbitro(s): José Jordán |

| 30 de septiembre de 2009                                      | Blooming           | 1:0 (0:0) | Oriente Petrolero | Estadio Tahuichi Aguilera, Santa Cruz                     |                                                           |
|                                                               | Damián Akerman 49' |           |                   | Asistencia: 40.000 espectadores Árbitro(s): Oscar Saucedo | Asistencia: 40.000 espectadores Árbitro(s): Oscar Saucedo |
| Blooming accede a la final por la regla del gol de visitante. |                    |           |                   |                                                           |                                                           |

#### Final
| 18 de octubre de 2009 | Blooming            | 1:0 (1:0) | Bolívar | Estadio Tahuichi Aguilera, Santa Cruz                          |                                                                |
|                       | Luis Vieira 21' (p) |           |         | Asistencia: 40.000 espectadores Árbitro(s): Alejandro Mancilla | Asistencia: 40.000 espectadores Árbitro(s): Alejandro Mancilla |

| 21 de octubre de 2009 | Bolívar              | 1:1 (1:1) | Blooming         | Estadio Hernando Siles, La Paz                                 |                                                                |
|                       | Charles Da Silva 33' |           | 21' Roger Suárez | Asistencia: 35.000 aprox. espectadores Árbitro(s): José Jordán | Asistencia: 35.000 aprox. espectadores Árbitro(s): José Jordán |

|                                    |
| Campeón Blooming 5º Título Liguero |

## Goleadores

### Torneo Apertura
Fuente
| Jugador              | Jugador             | Goles | Equipo          |
| -------------------- | ------------------- | ----- | --------------- |
| Bandera de Uruguay   | William Ferreira    | 16    | Bolívar         |
| Bandera de Brasil    | Álex Da Rosa        | 15    | San José        |
| Bandera de Argentina | Luis Hernán Sillero | 12    | Universitario   |
| Bandera de Argentina | Juan Pablo Vázquez  | 11    | The Strongest   |
| Bandera de Bolivia   | Cristian Reinaldo   | 11    | Nacional Potosí |
| Bandera de Bolivia   | Cristian Omar Díaz  | 9     | San José        |
| Bandera de Paraguay  | Alfredo Jara        | 9     | Nacional Potosí |

### Torneo Clausura
Fuente
| Jugador                                | Jugador            | Goles | Equipo            |
| -------------------------------------- | ------------------ | ----- | ----------------- |
| Bandera de Uruguay                     | William Ferreira   | 9     | Bolívar           |
| Bandera de Argentina                   | Cristian Omar Díaz | 9     | San José          |
| Bandera de Argentina                   | Pablo Vázquez      | 9     | The Strongest     |
| Bandera de Argentina                   | Hernán Boyero      | 8     | Blooming          |
| Bandera de Bolivia                     | Pastor Tórrez      | 8     | Club Real Potosí  |
| Bandera de Bolivia                     | Limberg Gutiérrez  | 8     | The Strongest     |
| Bandera de Brasil                      | Charles da Silva   | 7     | Aurora            |
| Bandera de Bolivia                     | Miguel Loaiza      | 5     | Real Potosí       |
| Bandera de Bolivia                     | Gerardo Yecerotte  | 5     | Bolívar           |
| Bandera de Brasil · Bandera de Bolivia | Álex da Rosa       | 5     | San José          |
| Bandera de Brasil                      | Anderson Gonzaga   | 4     | Bolívar           |
| Bandera de Bolivia                     | Helmuth Gutiérrez  | 4     | La Paz FC         |
| Bandera de Bolivia                     | Christian Reynaldo | 4     | Nacional Potosí   |
| Bandera de Bolivia                     | Diego Cabrera      | 4     | Oriente Petrolero |
| Bandera de Bolivia                     | Leonardo Medina    | 4     | Oriente Petrolero |
| Bandera de Bolivia                     | Oscar Araúz        | 4     | Real Mamoré       |
| Bandera de Bolivia                     | Carlos Saucedo     | 4     | The Strongest     |
| Bandera de Bolivia                     | Ignacio García     | 3     | Bolívar           |
| Bandera de Argentina                   | Damián Akerman     | 3     | Blooming          |
| Bandera de Bolivia                     | Alejandro Gómez    | 3     | Blooming          |
| Bandera de Brasil                      | Regis de Souza     | 3     | La Paz FC         |
| Bandera de Paraguay                    | Alfredo Jara       | 3     | Nacional Potosí   |
| Bandera de Bolivia                     | Gustavo Paz        | 3     | Nacional Potosí   |
| Bandera de Bolivia                     | Alcides Peña       | 3     | Oriente Petrolero |
| Bandera de Argentina                   | Rodrigo Bottaro    | 3     | Real Mamoré       |
| Bandera de Brasil                      | William Gómez      | 3     | Real Mamoré       |
| Bandera de Argentina                   | Luis Sillero       | 3     | Universitario     |
| Bandera de Bolivia                     | Edgar Olivares     | 3     | Wilstermann       |
| Bandera de Uruguay                     | Álvaro Pintos      | 3     | Wilstermann       |
| Bandera de Bolivia                     | Gabriel Ríos       | 3     | Wilstermann       |

## Descensos y Ascensos
Para establecer el descenso directo e indirecto a final de la Temporada 2009, se aplicó el punto promedio a los torneos de las Temporadas 2008 y 2009.
Fuente

| Pos. | Equipo            | 2008 | 2009 | Total | PJ | Prom.  |
| ---- | ----------------- | ---- | ---- | ----- | -- | ------ |
| 1.   | Bolívar           | 46   | 65   | 111   | 66 | 1.6818 |
| 2.   | Universitario     | 56   | 52   | 108   | 66 | 1.6363 |
| 3.   | Oriente Petrolero | 50   | 54   | 104   | 66 | 1.5757 |
| 4.   | Real Potosí       | 61   | 41   | 102   | 66 | 1.5454 |
| 5.   | La Paz FC         | 54   | 42   | 96    | 66 | 1.4545 |
| 6.   | Blooming          | 51   | 45   | 96    | 66 | 1.4545 |
| 7.   | San José          | 45   | 50   | 95    | 66 | 1.4393 |
| 8.   | The Strongest     | 41   | 53   | 94    | 66 | 1.4242 |
| 9.   | Aurora            | 47   | 37   | 84    | 66 | 1.2727 |
| 10.  | Real Mamoré       | 40   | 33   | 73    | 66 | 1.1061 |
| 11.  | Wilstermann       | 39   | 33   | 72    | 66 | 1.0909 |
| 12.  | Nacional Potosí   | –    | 36   | 36    | 34 | 1.0294 |

|  |                                                                                     |
|  | Disputó el descenso indirecto contra el 2º de la Copa Simón Bolívar que fue Ciclón. |
|  | Descendió a la Segunda División.                                                    |

### Partidos de Ascenso-Descenso Indirecto
| Club        | I | V |
| ----------- | - | - |
| Ciclón      | 1 | 1 |
| Wilstermann | 1 | 2 |

I = Ida; V = Vuelta
|  | Wilstermann: Permanece en 1.ª División. |